# اسمیتسونین ۳۷۷۳
سیارک ۳۷۷۳ (به انگلیسی: 3773 Smithsonian، نامگذاری:1984YY) سه هزار و هفتصد و هفتاد و سومین سیارک کشف شده‌است که در ۲۳ دسامبر ۱۹۸۴ کشف شد.
قدر مطلق سیارک برابر ۱۳٫۳۰ است.